# MLS Best XI
El MLS Best XI es el reconocimiento anual a los mejores once jugadores en la Major League Soccer.
La selección está determinada por un conjunto de medios, jugadores y personal técnico de los clubes de la MLS.

## Ganadores
- Los jugadores en negrita fueron los ganadores del premio al Jugador Más Valioso de la Major League Soccer de cada temporada.

| Año  | Arquero                       | Defensas                                                                                           | Centrocampistas | Delanteros                                                                                |
| ---- | ----------------------------- | -------------------------------------------------------------------------------------------------- | --- | ----------------------------------------------------------------------------------------- |
| 1996 | Mark Dodd, Dallas             | Leonel Álvarez, Dallas John Doyle, San Jose Robin Fraser, Los Angeles                              | Mauricio Cienfuegos, Los Angeles Roberto Donadoni, MetroStars Marco Etcheverry, D.C. United Preki, Kansas City Carlos Valderrama, Tampa Bay     | Eduardo Hurtado, Los Angeles Roy Lassiter, Tampa Bay                                      |
| 1997 | Brad Friedel, Columbus        | Jeff Agoos, D.C. United Thomas Dooley, Columbus Richard Gough, Kansas City Eddie Pope, D.C. United | Mark Chung, Kansas City Marco Etcheverry, D.C. United Preki, Kansas City Carlos Valderrama, Tampa Bay                                           | Ronald Cerritos, San Jose Jaime Moreno, D.C. United                                       |
| 1998 | Zach Thornton, Chicago        | Thomas Dooley, Columbus Robin Fraser, Los Angeles Luboš Kubík, Chicago Eddie Pope, D.C. United     | Chris Armas, Chicago Mauricio Cienfuegos, Los Angeles Marco Etcheverry, D.C. United Piotr Nowak, Chicago                                        | Stern John, Columbus Cobi Jones, Los Angeles                                              |
| 1999 | Kevin Hartman, Los Angeles    | Jeff Agoos, D.C. United Luboš Kubík, Chicago Robin Fraser, Los Angeles                             | Chris Armas, Chicago Mauricio Cienfuegos, Los Angeles Marco Etcheverry, D.C. United Eddie Lewis, San Jose Steve Ralston, Tampa Bay              | Jason Kreis, Dallas Jaime Moreno, D.C. United                                             |
| 2000 | Tony Meola, Kansas City       | Robin Fraser, Los Angeles Greg Vanney, Los Angeles Peter Vermes, Kansas City                       | Chris Armas, Chicago Piotr Nowak, Chicago Steve Ralston, Tampa Bay Hristo Stoichkov, Chicago Carlos Valderrama, Tampa Bay                       | Mamadou Diallo, Tampa Bay Clint Mathis, MetroStars                                        |
| 2001 | Tim Howard, MetroStars        | Jeff Agoos, San Jose Carlos Llamosa, Miami Pablo Mastroeni, Miami Greg Vanney, Los Angeles         | Chris Armas, Chicago Piotr Nowak, Chicago Preki, Miami                                                                                          | Alex Pineda Chacón, Miami Diego Serna, Miami John Spencer, Colorado                       |
| 2002 | Tim Howard, MetroStars        | Wade Barrett, San Jose Carlos Bocanegra, Chicago Alexi Lalas, Los Angeles                          | Mark Chung, Colorado Ronnie Ekelund, San Jose Óscar Pareja, Dallas Steve Ralston, New England                                                   | Jeff Cunningham, Columbus Carlos Ruiz, Los Angeles Taylor Twellman, New England           |
| 2003 | Pat Onstad, San Jose          | Carlos Bocanegra, Chicago Ryan Nelsen, D.C. United Eddie Pope, MetroStars                          | Chris Armas, Chicago DaMarcus Beasley, Chicago Mark Chung, Colorado Landon Donovan, San Jose Preki, Kansas City                                 | Ante Razov, Chicago John Spencer, Colorado                                                |
| 2004 | Joe Cannon, Colorado          | Jimmy Conrad, Kansas City Robin Fraser, Columbus Ryan Nelsen, D.C. United Eddie Pope, MetroStars   | Eddie Gaven, MetroStars Amado Guevara, MetroStars Ronnie O'Brien, Dallas Kerry Zavagnin, Kansas City                                            | Brian Ching, San Jose Jaime Moreno, D.C. United                                           |
| 2005 | Pat Onstad, San Jose          | Chris Albright, Los Angeles Danny Califf, San Jose Jimmy Conrad, Kansas City                       | Clint Dempsey, New England Dwayne De Rosario, San Jose Christian Gómez, D.C. United Shalrie Joseph, New England Ronnie O'Brien, Dallas          | Jaime Moreno, D.C. United Taylor Twellman, New England                                    |
| 2006 | Troy Perkins, D.C. United     | Bobby Boswell, D.C. United Jose Burciaga Jr., Kansas City Jimmy Conrad, Kansas City                | Ricardo Clark, Houston Clint Dempsey, New England Dwayne De Rosario, Houston Christian Gómez, D.C. United Justin Mapp, Chicago                  | Jeff Cunningham, Salt Lake Jaime Moreno, D.C. United                                      |
| 2007 | Brad Guzan, Chivas USA        | Jonathan Bornstein, Chivas USA Michael Parkhurst, New England Eddie Robinson, Houston              | Guillermo Barros Schelotto, Columbus Dwayne De Rosario, Houston Christian Gómez, D.C. United Shalrie Joseph, New England Ben Olsen, D.C. United | Juan Pablo Ángel, Red Bulls Luciano Emilio, D.C. United                                   |
| 2008 | Jon Busch, Chicago            | Jimmy Conrad, Kansas City Chad Marshall, Columbus Bakary Soumaré, Chicago                          | Cuauhtémoc Blanco, Chicago Shalrie Joseph, New England Sacha Kljestan, Chivas USA Robbie Rogers, Columbus Guillermo Barros Schelotto, Columbus  | Kenny Cooper, Dallas Landon Donovan, Los Angeles                                          |
| 2009 | Zach Thornton, Chivas USA     | Geoff Cameron, Houston Wilman Conde, Chicago Chad Marshall, Columbus                               | Dwayne De Rosario, Toronto Landon Donovan, Los Angeles Stuart Holden, Houston Shalrie Joseph, New England Fredrik Ljungberg, Seattle            | Conor Casey, Colorado Jeff Cunningham, Dallas                                             |
| 2010 | Donovan Ricketts, Los Angeles | Nat Borchers, Salt Lake Omar González, Los Angeles Jámison Olave, Salt Lake                        | Dwayne De Rosario, Toronto Landon Donovan, Los Angeles David Ferreira, Dallas Sébastien Le Toux, Philadelphia Javier Morales, Salt Lake         | Edson Buddle, Los Angeles Chris Wondolowski, San Jose                                     |
| 2011 | Kasey Keller, Seattle         | Todd Dunivant, Los Angeles Omar González, Los Angeles Jámison Olave, Salt Lake                     | David Beckham, Los Angeles Brad Davis, Houston Dwayne De Rosario, D.C. United Landon Donovan, Los Angeles Brek Shea, Dallas                     | Thierry Henry, Red Bulls Chris Wondolowski, San Jose                                      |
| 2012 | Jimmy Nielsen, Sporting KC    | Víctor Bernárdez, San Jose Matt Besler, Sporting KC Aurélien Collin, Sporting KC                   | Osvaldo Alonso, Seattle Landon Donovan, Los Angeles Chris Pontius, D.C. United Graham Zusi, Sporting KC                                         | Thierry Henry, Red Bulls Robbie Keane, Los Angeles Chris Wondolowski, San Jose            |
| 2013 | Donovan Ricketts, Portland    | Matt Besler, Sporting KC José Gonçalves, New England Omar González, Los Angeles                    | Tim Cahill, Red Bulls Will Johnson, Portland Diego Valeri, Portland Graham Zusi, Sporting KC                                                    | Marco Di Vaio, Montreal Robbie Keane, Los Angeles Mike Magee, Chicago                     |
| 2014 | Bill Hamid, D.C. United       | Bobby Boswell, D.C. United Omar González, Los Angeles Chad Marshall, Seattle                       | Landon Donovan, Los Angeles Thierry Henry, Red Bulls Lee Nguyen, New England Diego Valeri, Portland                                             | Robbie Keane, Los Angeles Obafemi Martins, Seattle Bradley Wright-Phillips, Red Bulls     |
| 2015 | Luis Robles, Red Bulls        | Laurent Ciman, Montreal Matt Hedges, Dallas Kendall Waston, Vancouver                              | Fabián Castillo, Dallas Benny Feilhaber, Sporting KC Ethan Finlay, Columbus Dax McCarty, Red Bulls                                              | Sebastian Giovinco, Toronto Kei Kamara, Columbus Robbie Keane, Los Angeles                |
| 2016 | Andre Blake, Philadelphia     | Matt Hedges, Dallas Axel Sjöberg, Colorado Jelle Van Damme, Los Angeles                            | Mauro Díaz, Dallas Giovani dos Santos, Los Angeles Sacha Kljestan, Red Bulls Ignacio Piatti, Montreal                                           | Sebastian Giovinco, Toronto David Villa, New York City Bradley Wright-Phillips, Red Bulls |
| 2017 | Tim Melia, Sporting KC        | Justin Morrow, Toronto Ike Opara, Sporting KC Kendall Waston, Vancouver                            | Miguel Almirón, Atlanta Sebastian Giovinco, Toronto Diego Valeri, Portland Víctor Vázquez, Toronto                                              | Josef Martínez, Atlanta Nemanja Nikolić, Chicago David Villa, New York City               |
| 2018 | Zack Steffen, Columbus        | Kemar Lawrence, Red Bulls Aaron Long, Red Bulls Chad Marshall, Seattle                             | Luciano Acosta, D.C. United Miguel Almirón, Atlanta Ignacio Piatti, Montreal Carlos Vela, LAFC                                                  | Zlatan Ibrahimović, Los Angeles Josef Martínez, Atlanta Wayne Rooney, D.C. United         |
| 2019 | Vito Mannone, Minnesota       | Ike Opara, Minnesota Miles Robinson, Atlanta Walker Zimmerman, LAFC                                | Eduard Atuesta, LAFC Carles Gil, New England Maximiliano Moralez, New York City Alejandro Pozuelo, Toronto                                      | Zlatan Ibrahimović, Los Angeles Josef Martínez, Atlanta Carlos Vela, LAFC                 |
| 2020 | Andre Blake, Philadelphia     | Mark McKenzie, Philadelphia Jonathan Mensah, Columbus Walker Zimmerman, Nashville                  | Brenden Aaronson, Philadelphia Diego Chará, Portland Nicolás Lodeiro, Seattle Alejandro Pozuelo, Toronto                                        | Jordan Morris, Seattle Diego Rossi, LAFC Raúl Ruidíaz, Seattle                            |
| 2021 | Matt Turner, New England      | Yeimar Gómez, Seattle Miles Robinson, Atlanta Walker Zimmerman, Nashville (3)                      | Tajon Buchanan, New England Carles Gil, New England Hany Mukhtar, Nashville João Paulo, Seattle                                                 | Gustavo Bou, New England Valentín Castellanos, New York City Raúl Ruidíaz, Seattle        |
| 2022 | Andre Blake, Philadelphia     | Jakob Glesnes, Philadelphia Kai Wagner, Philadelphia Walker Zimmerman, Nashville (4)               | Luciano Acosta (2), Cincinnati Sebastián Driussi, Austin Dániel Gazdag, Philadelphia Hany Mukhtar, Nashville                                    | Jesús Ferreira, Dallas Brandon Vázquez, Cincinnati Carlos Vela, LAFC                      |
| 2023 | Roman Bürki, St. Louis        | Matt Miazga, Cincinnati Tim Parker, St. Louis Walker Zimmerman, Nashville (5)                      | Luciano Acosta (3), Cincinnati Thiago Almada, Atlanta Héctor Herrera, Houston Hany Mukhtar, Nashville (3)                                       | Denis Bouanga, LAFC Giorgos Giakoumakis, Atlanta Cucho Hernández, Columbus                |

## Jugadores que más aparecen
- Landon Donovan: 7
- Dwayne De Rosario: 6
- Robin Fraser, Jaime Moreno, Chris Armas: 5
- Eddie Pope, Preki, Marco Etcheverry, Jimmy Conrad, Omar González, Shalrie Joseph, Robbie Keane, Chad Marshall: 4

## Total jugadores por equipo
| Club                                            | Apariciones |
| ----------------------------------------------- | ----------- |
| LA Galaxy                                       | 37          |
| D.C. United                                     | 28          |
| Chicago Fire                                    | 23          |
| Kansas City Wiz/Kansas City Wizards/Sporting KC | 22          |
| NY/NJ MetroStars/New York Red Bulls             | 20          |
| New England Revolution                          | 17          |
| San Jose Clash/Earthquakes                      | 16          |
| Columbus Crew                                   | 15          |
| Dallas Burn/FC Dallas                           | 14          |
| Seattle Sounders                                | 12          |
| Toronto FC                                      | 9           |
| Colorado Rapids                                 | 7           |
| Houston Dynamo                                  | 7           |
| Tampa Bay Mutiny                                | 7           |
| Atlanta United                                  | 7           |
| Miami Fusion                                    | 6           |
| Portland Timbers                                | 6           |
| Los Angeles FC                                  | 5           |
| Philadelphia Union                              | 5           |
| Real Salt Lake                                  | 5           |
| Chivas USA                                      | 4           |
| Montreal Impact                                 | 4           |
| New York City FC                                | 4           |
| Nashville SC                                    | 3           |
| Minnesota United                                | 2           |
| Vancouver Whitecaps                             | 2           |